# Любовь (христианская добродетель)

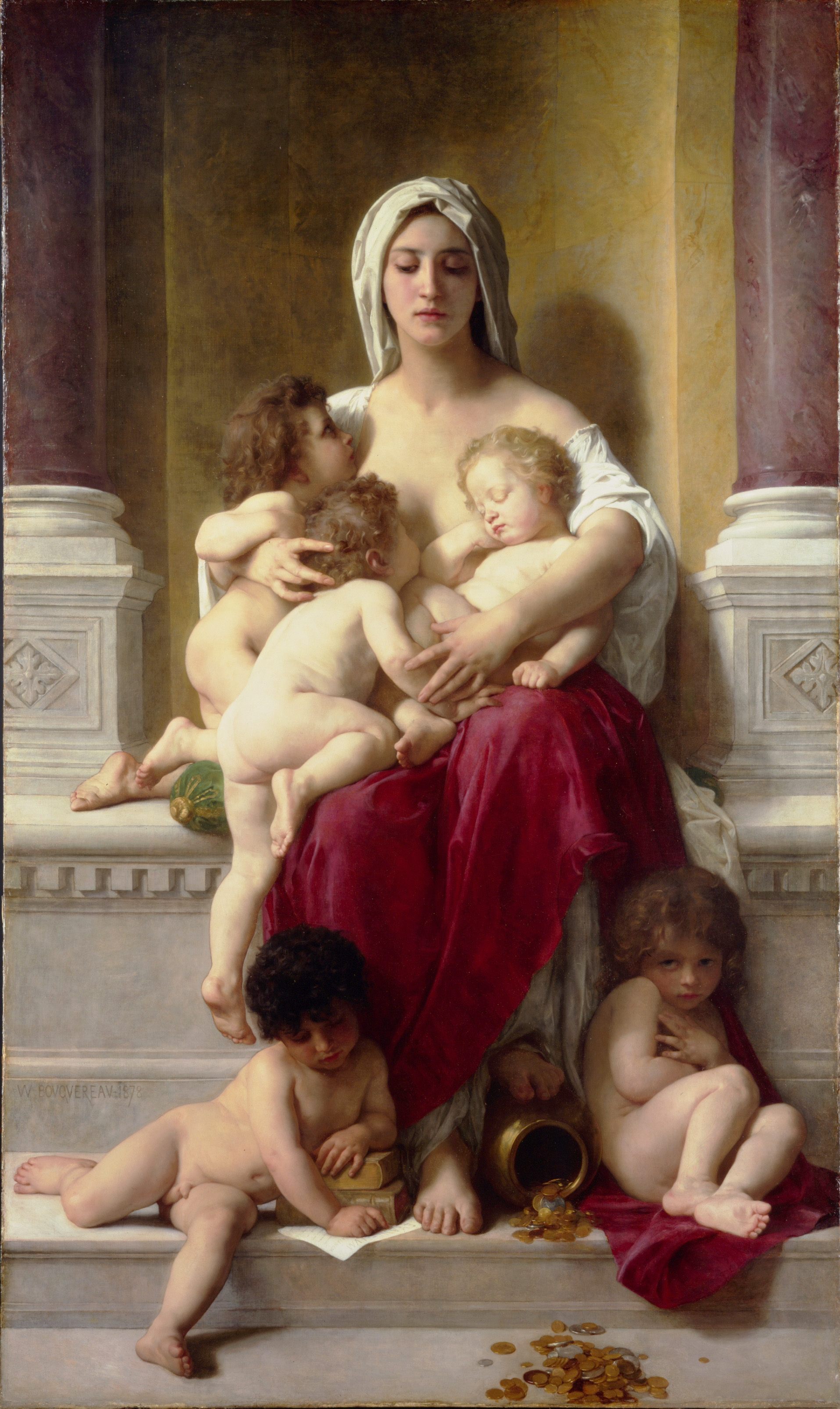
Любовь (caritas). Картина Вильяма-Адольфа Бугро (1878)

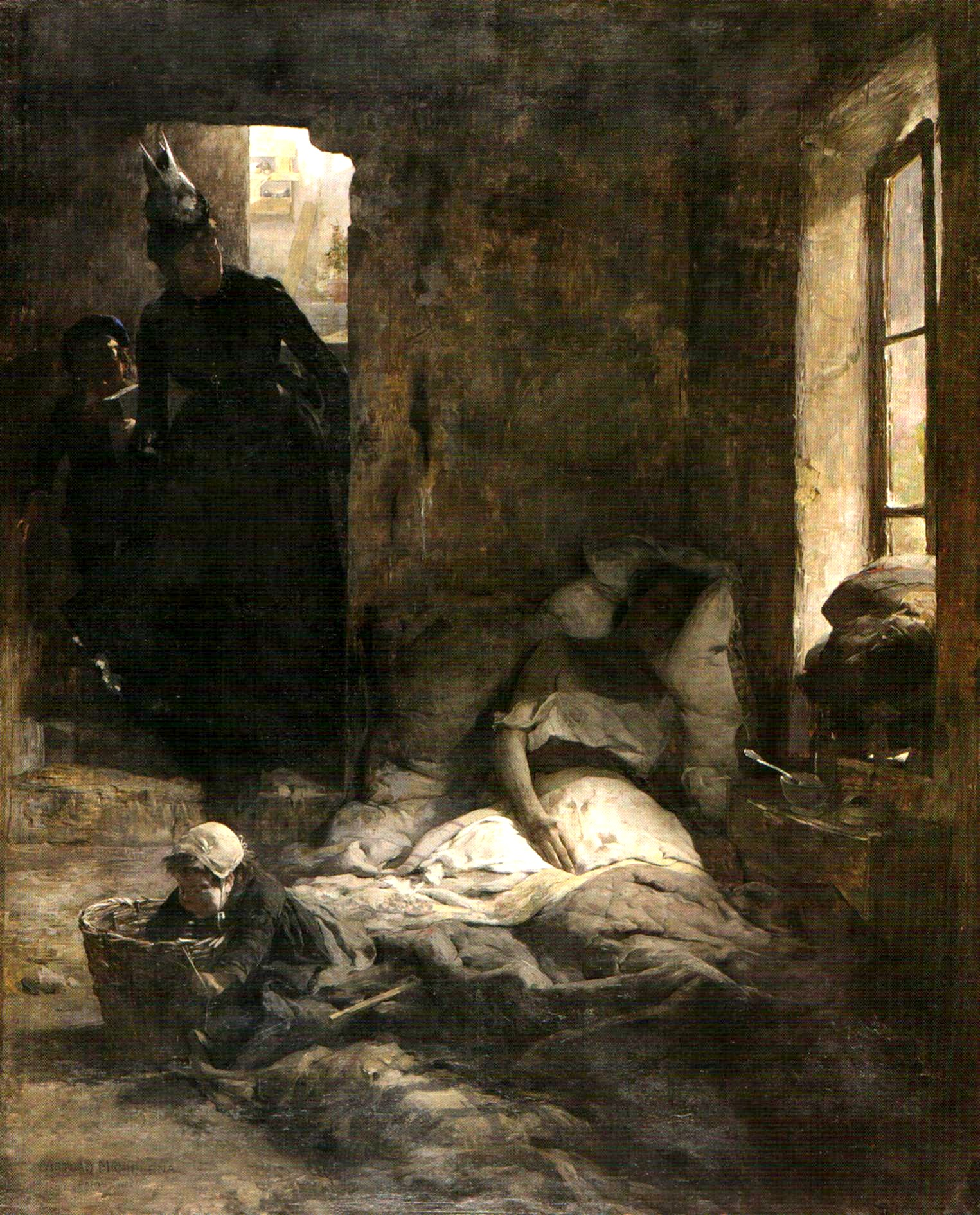
Благотворительная деятельность венесуэльского художника Arturo Michelena

Любо́вь (в Новом Завете греческое слово «агапэ», др.-греч. ἀγάπη, лат. caritas) — одна из трёх главных добродетелей христианства наряду с верой и надеждой, причём главная из них. Христианская церковь учит, что любовь (милосердие) — это и любовь к Богу и одновременно любовь к ближнему, причём вторая без первой мало чего стоит.

## Сущность
По своей сущности напоминает отцовскую (материнскую) любовь к ребёнку, которого родитель продолжает любить и участвовать в его судьбе несмотря ни на что.
Но, в отличие от родительской любви, христианская любовь не зависит от родственных связей, а также от возраста, пола, разницы в социальном статусе и так далее.
Побуждает к служению человеку, возникает желание помочь, защитить, восполнить всякую нужду, не считаясь с собственными интересами.
«Ибо так возлюбил Бог мир, что отдал Сына Своего Единородного, дабы всякий верующий в Него, не погиб, но имел жизнь вечную» (Ин. 3:16)
«Заповедь новую даю вам, да любите друг друга; как Я возлюбил вас» (Ин. 13:34)
Христианская любовь к человеку дается свыше, её невозможно пережить в полной мере без сверхъестественного влияния Господа Иисуса Христа (отсюда и название).
Концепция христианской любви также тесно связана с милосердием, терпимостью и стремлением к истине.

Любовь долготерпит, милосердствует, любовь не завидует, любовь не превозносится, не гордится, не бесчинствует, не ищет своего, не раздражается, не мыслит зла, не радуется неправде, а сорадуется истине; всё покрывает, всему верит, всего надеется, всё переносит. Любовь никогда не перестает, хотя и пророчества прекратятся, и языки умолкнут, и знание упразднится.
— 1Кор. 13:4–8

### Понятие Божественной любви
В христианстве Бог есть любовь. Абсолютно совершенная любовь может быть только между тремя Лицами святой Троицы. Ангелы и люди призваны подражать этой любви и бесконечно возрастать в ней. Человеческая любовь после грехопадения рассматривается как несовершенная, ибо заражена грехом.
Божественная любовь — одно из основополагающих и важнейших понятий христианства. Оно неразрывно связано с основным принципом Бога-Творца — принципом свободы.
Бог-Творец, создавший вселенную, создал всё сущее в ней свободным, то есть имеющим право определять свою волю. Таким был создан и мир и в том числе человек (акт творения описан в первой книге Библии — «Бытие»).
Свобода — это благодать, дар Бога-Творца каждому своему творению, имеющему право быть (существовать) независимо от Творца, и в то же время соединяясь с Ним. Эта форма соединения (со-творения) и называется Божественной любовью.
Божественная любовь — это стремление к тому, чтобы быть (существовать) не для личного блага, но для блага другого, и поэтому Божественная любовь неотделима от свободы, так как в свободном выборе и проявляется акт Божественной любви.
По христианскому учению, соблюдение основополагающих принципов «возлюби врага своего», «возлюби ближнего твоего, как самого себя» — ведёт человека к Божественной любви.
Христос сказал: «Кто любит отца или мать более, нежели Меня, не достоин Меня; и кто любит сына или дочь более, нежели Меня, недостоин Меня.» (Мф. 10:37), а также: «Если кто приходит ко Мне и не возненавидит отца своего и матери и жену и детей, братьев и сестёр, а притом и самой жизни своей, тот не может быть Моим учеником.» (Лк. 14:26).

### Понятия христианства, связанные с понятием Божественной любви
Согласно христианскому вероучению, Бог есть любовь. (1Ин. 4:8)
Возвышенная любовь не имеет ничего общего с греховной плотской страстью. Апостол Павел пишет замечательный гимн чистой христианской любви:

Если я говорю языками человеческими и ангельскими, а любви не имею, то я — медь звенящая или кимвал звучащий. Если имею дар пророчества, и знаю все тайны, и имею всякое познание и всю веру, так что могу и горы переставлять, а не имею любви, — то я ничто. И если я раздам всё имение моё и отдам тело моё на сожжение, а любви не имею, нет мне в том никакой пользы. Любовь долготерпит, милосердствует, любовь не завидует, любовь не превозносится, не гордится, не бесчинствует, не ищет своего, не раздражается, не мыслит зла, не радуется неправде, а сорадуется истине; всё покрывает, всему верит, всего надеется, всё переносит. Любовь никогда не перестаёт, хотя и пророчества прекратятся, и языки умолкнут, и знание упразднится.
— 1Кор. 13:1—8
Христианство призывает своих последователей, прежде всего, максимально, без ограничений, любить Бога (всем существом своим); и любить всех людей, прежде всего своих ближних, но только как самого себя (недопустимо обожествлять кого-либо из людей, быть человекоугодливым); и любить себя как творение Божие и Его образ.

### Любовь человека к Богу
Любовь к Богу — чувство любви к Богу и дела любви по отношению к Богу, выраженные в послушании Богу, соблюдении Его заповедей, прославлении Его и поклонении Ему. Вершиной любви к Богу христиане считают соработничество Творцу со Христом во Святом Духе: «Я уже не называю вас рабами, ибо раб не знает, что делает господин его; но Я назвал вас друзьями, потому что сказал вам всё, что слышал от Отца Моего.» (Ин.15:15)
Чувство Любви к Богу может начать развиваться на основе благодарности к Богу, когда человек осознаёт, как Господь любит его, что Бог сделал для него лично и для всего человечества в целом:

В том любовь, что не мы возлюбили Бога, но Он возлюбил нас и послал Сына Своего в умилостивление за грехи наши.

Возлюбленные! если так возлюбил нас Бог, то и мы должны любить друг друга.
— 1Ин. 4:10-11
Любовь к Богу неразрывно связана с любовью к ближним:

Будем любить Его, потому что Он прежде возлюбил нас. 

Кто говорит: «я люблю Бога», а брата своего ненавидит, тот лжец: ибо не любящий брата своего, которого видит, как может любить Бога, Которого не видит? 

И мы имеем от Него такую заповедь, чтобы любящий Бога любил и брата своего.
— 1Ин. 4:19-21
Любовь к Богу и ближним является плодом Духа Святого:

Плод же духа: любовь, радость, мир, долготерпение, благость, милосердие, вера, кротость, воздержание.
— Гал. 5:22,23

#### Любовь к Богу в Библии
Слушай, Израиль: Господь, Бог наш, Господь един есть;

и люби Господа, Бога твоего, всем сердцем твоим, и всею душею твоею и всеми силами твоими.

И да будут слова сии, которые Я заповедую тебе сегодня, в сердце твоём
— Втор. 6:4—6

Итак люби Господа, Бога твоего, и соблюдай, что повелено Им соблюдать, и постановления Его и законы Его и заповеди Его во все дни.
— Втор. 11:1

Учитель! какая наибольшая заповедь в законе?

Иисус сказал ему: возлюби Господа Бога твоего всем сердцем твоим и всею душею твоею и всем разумением твоим:

сия есть первая и наибольшая заповедь;

вторая же подобная ей: возлюби ближнего твоего, как самого себя;

на сих двух заповедях утверждается весь закон и пророки.
— Мф. 22:36—40

Всякий верующий, что Иисус есть Христос, от Бога рождён, и всякий, любящий Родившего, любит и Рождённого от Него.

Что мы любим детей Божиих, узнаём из того, когда любим Бога и соблюдаем заповеди Его.

Ибо это есть любовь к Богу, чтобы мы соблюдали заповеди Его; и заповеди Его не тяжки.
— 1Ин. 5:1—3

### Философия
Подлинная сущность любви состоит в том, чтобы отказаться от сознания самого себя, забыть себя в другом «я» и, однако, в этом исчезновении и забвении впервые обрести самого себя и обладать собою.
— Гегель

## В изобразительном искусстве
Любовь (Милосердие) аллегорически было проще изобразить как любовь к ближнему, чем как любовь к Богу:
- Готическое искусство: фигура женщины, творящей шесть дел милосердия — утолять голод, жажду, предоставлять приют, одевать, лечить, утешать в неволе.
  - Предоставление одежд оборванному: нищий, стоящий рядом с фигурой Милосердия (она может держать узел с пожитками), надевает через голову рубаху.
- XIII век: святой Бонавентура развил концепцию божественной любви в концепцию света, горящего огня. Эту метафору легко выразить средствами изобразительного искусства. С тех пор в итальянском искусстве фигура Милосердия изображается с пламенем (обычно в сосуде, вазе), который она держит в руке; также со свечой.
- XIV век: фигура может высоко держать сердце, будто предлагая его Богу. Иногда прибавляются атрибуты земного милосердия (рог изобилия или корзина с фруктами).
  - В средневековье в искусстве ей противопоставлялась Скупость (фигура имеет мешок денег или кошелек, или наполняет деньгами кованый сундук). В Ренессанс (начиная с Джотто) Скупость заменяет Зависть, терзаемая змеёй. Позже — Жестокость в виде женщины, нападающей на младенца.
- 1-я пол. XIV века: женщина, кормящая двух младенцев. Вначале соединяется с изображением пламенного сердца и свечи. Позже становится доминирующим в европейском искусстве. Позже количество младенцев увеличивается, один у груди.
- Пеликан, кормящий своих детенышей собственной кровью.

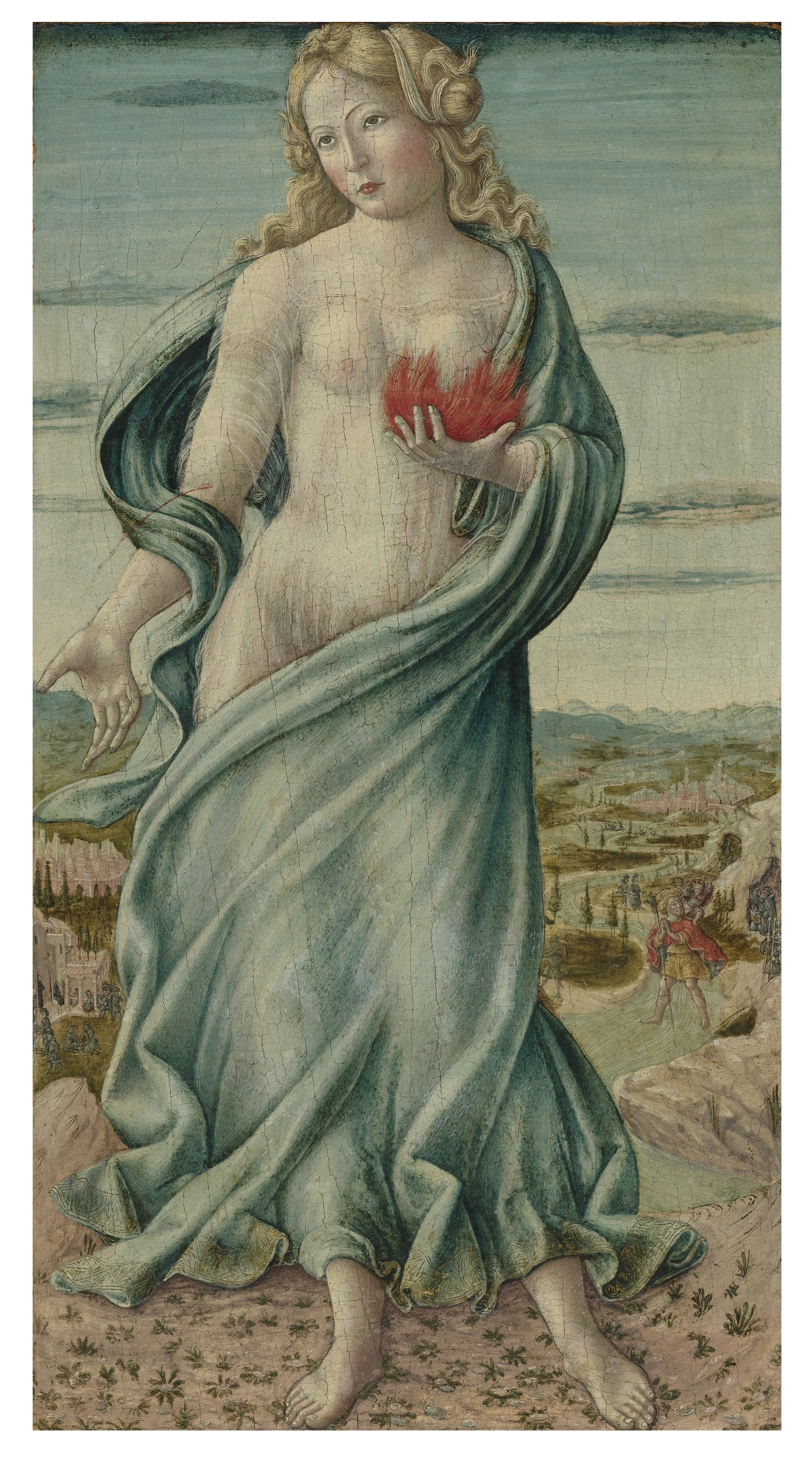
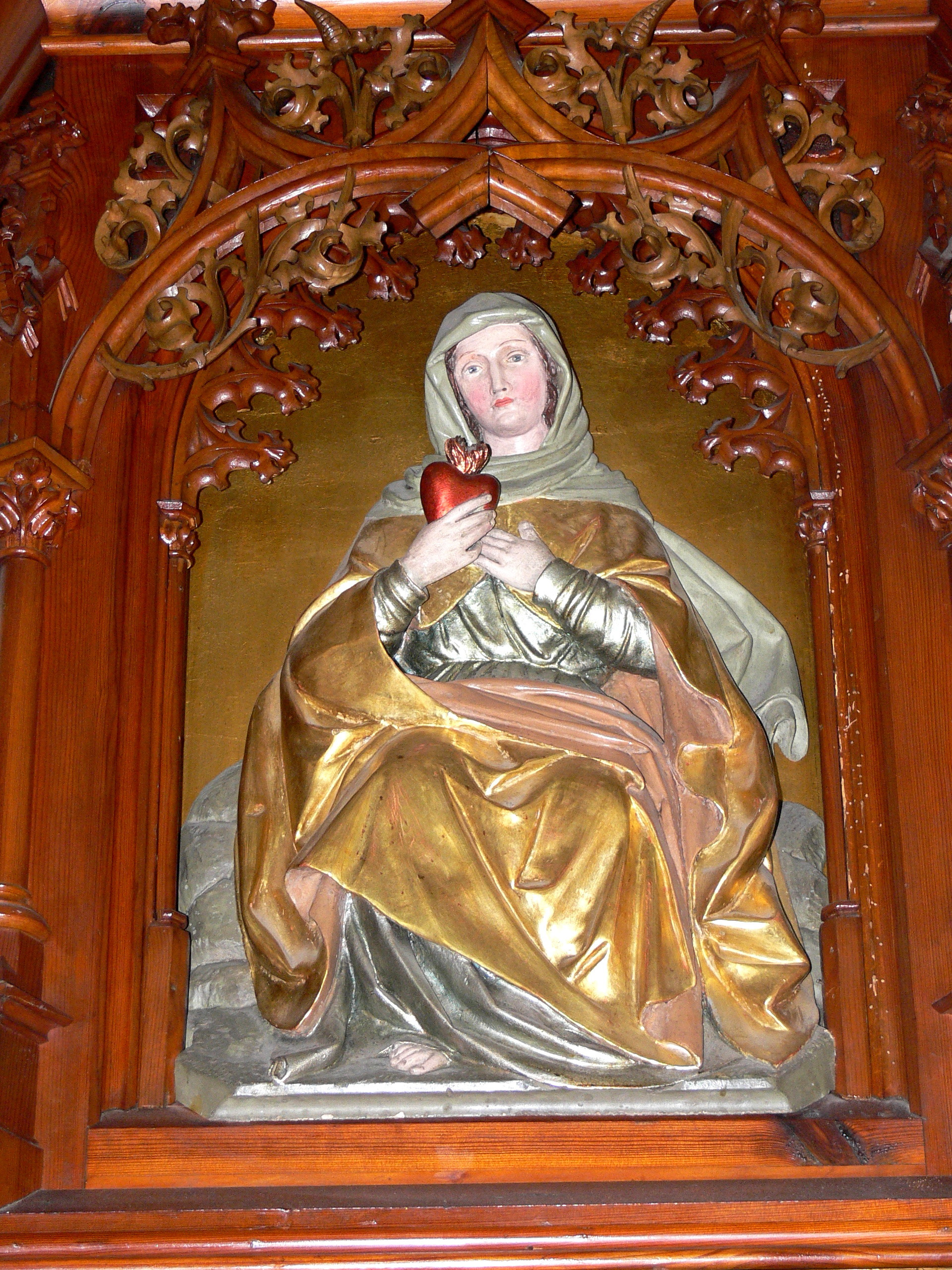
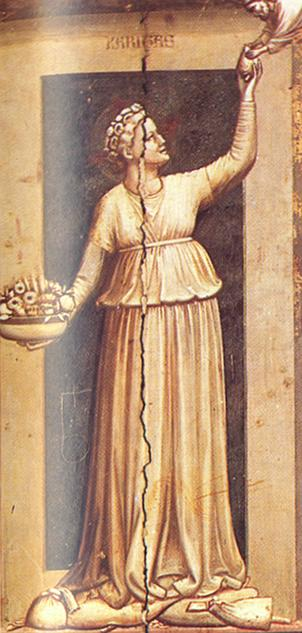
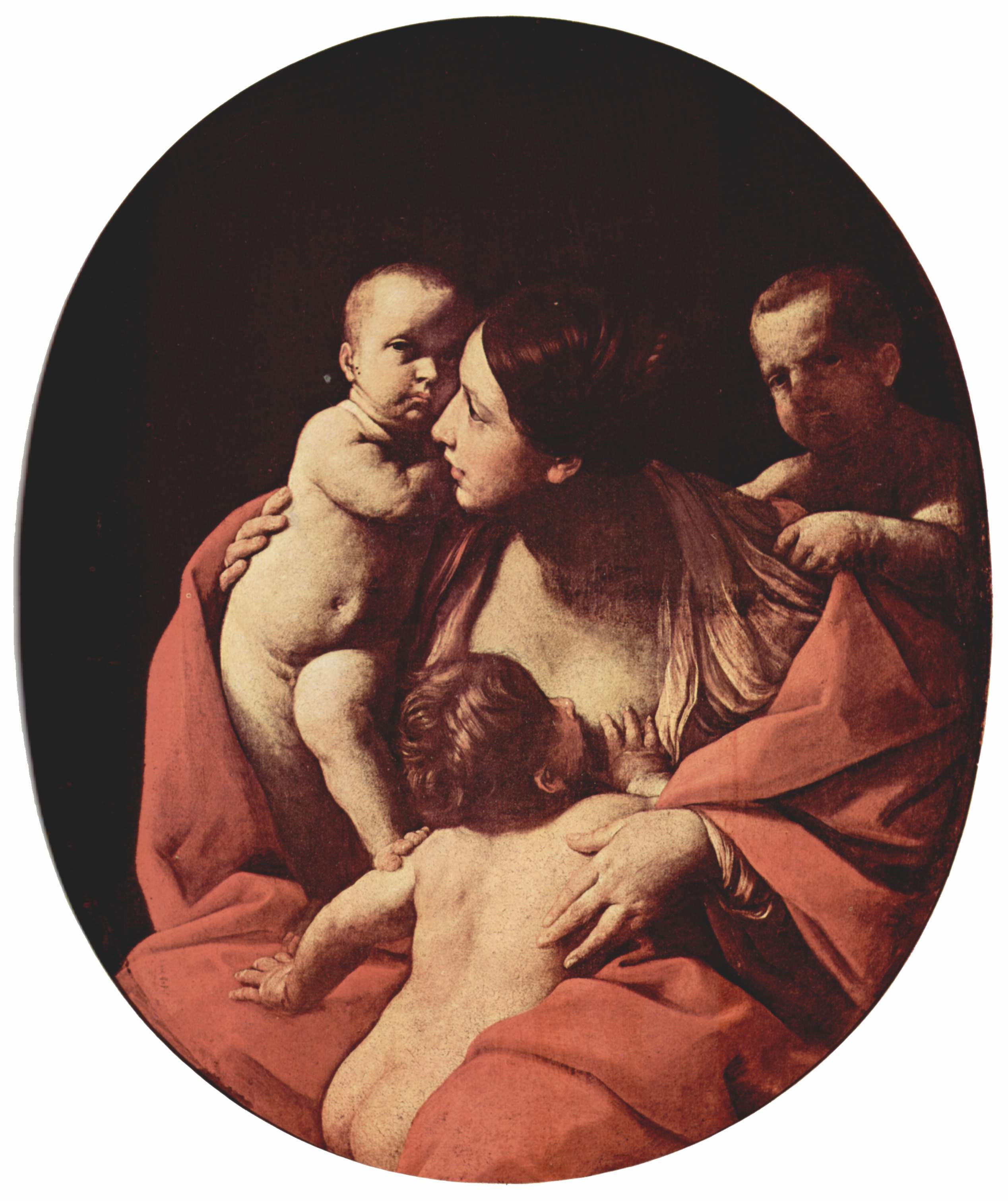
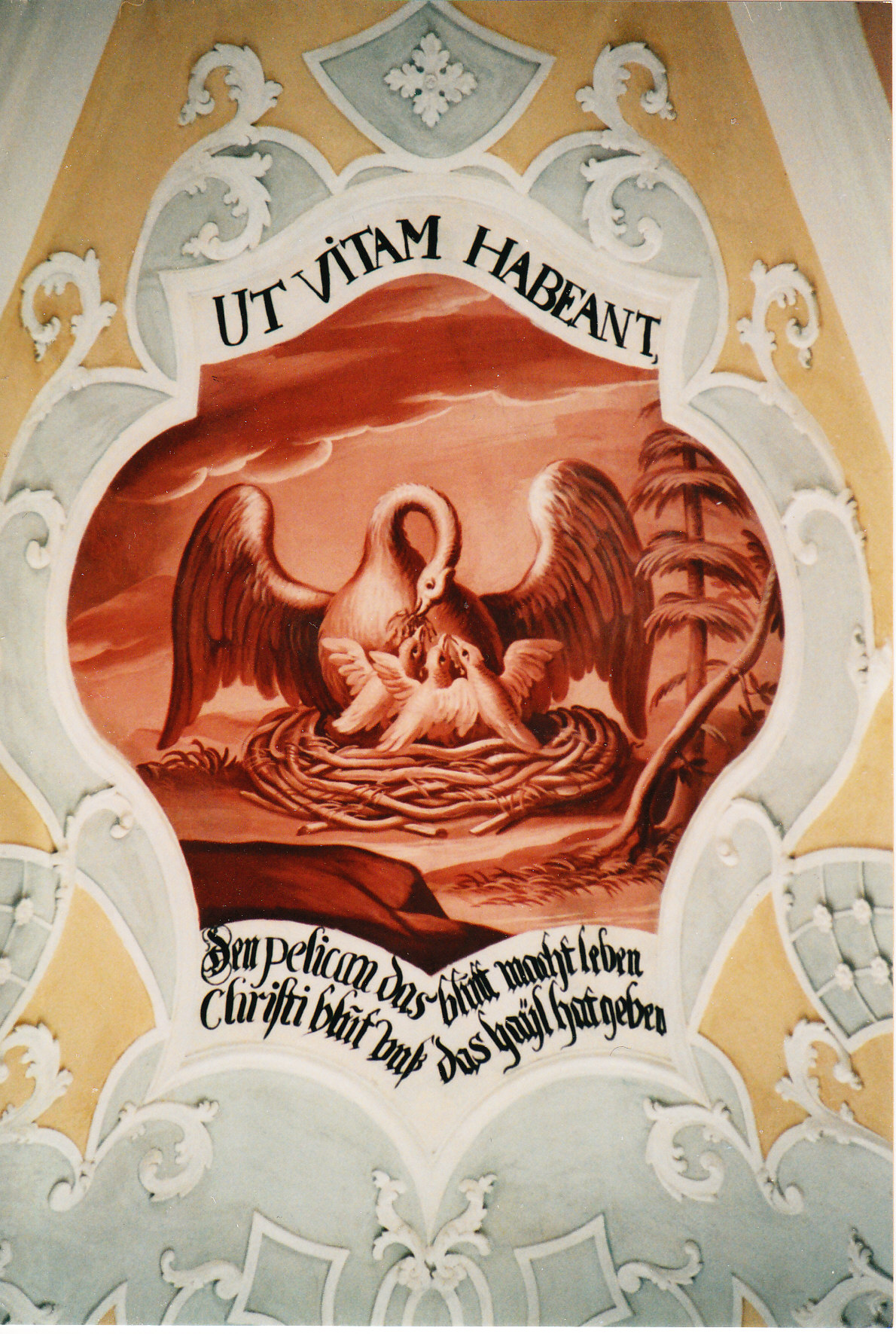